# Laurence K. Walrath
Laurence Kaye Walrath (geboren am 16. August 1909 in Meadville (Pennsylvania); gestorben am 5. April 1976 in Washington D. C.) war ein amerikanischer Jurist und Regierungsbediensteter. Er war von 1956 bis 1972 Mitglied der Interstate Commerce Commission.

## Leben
Laurence K. Walrath wurde als Sohn von Frank M. Walrath und Ina Kaye geboren. Er studierte von 1926 bis 1927 an der Emory University und anschließend an der University of Florida. Er erlangte 1931 seinen Bachelor of Arts und 1934 seinen Juris Doctor.
Im gleichen Jahr erhielt er seine Anwaltszulassung und begann in der Kanzlei von Albion W. Knight in Jacksonville zu arbeiten. Ab 1941 war er Partner dieser zuletzt unter Knight, Walrath, Kincaid und Young firmierenden Kanzlei. Von 1942 bis 1946 diente er in der US Navy und zwar zeitweise im Mittelmeerraum eingesetzt.
1948 bis 1949 unterstützte er die Legal Aid Association als Direktor für den Bereich Unternehmensrecht. Außerdem war er rechtlicher Berater der Boy Scouts of America und von 1946 bis 1949 verantwortlich für die Katastrophenhilfe beim Amerikanischen Roten Kreuz.
Am 28. Februar 1956 nominierte ihn Präsident Dwight D. Eisenhower als Demokrat für den vakanten Sitz von Martin Kelso Elliott in der Interstate Commerce Commission mit einer restlichen Amtszeit bis zum 31. Dezember 1956. Am 15. März 1956 erfolgte die Bestätigung durch den US-Senat und er legt den Amtseid am 29. März 1956 ab. Er wurde zweimal wieder nominiert mit einer Amtszeit bis zum 31. Dezember 1970. 1971 wurde Dale W. Hardin vorzeitig für weitere sieben Jahre in die Kommission berufen. Walrath übernahm dafür die restliche Amtszeit von Hardin bis zum 31. Dezember 1972.
1963 war er turnusgemäß Vorsitzender der ICC. Am 30. Juni 1972 trat er zurück und arbeitete anschließend als Berater für die Bauingenieurgesellschaft William H. Smith and Associates.
Zuletzt lebte er in Leesburg (Florida). Er starb am 5. April 1976 nach einem Herzinfarkt. Er war in zweiter Ehe verheiratet mit Mildred Hoff und hatte vier Kinder.